# يولاند هارمر
يولاند هارمر (ولدت باسم يولاند غاباي) ، (بالعبرية: יולנדה הארמר‏) ؛ (1913–1959) كانت ضابطة استخبارات إسرائيلية عملت في مصر عام 1948. تم تجنيدها بسبب علاقاتها في الدوائر النخبوية والملكية ووصفت بأنها " ماتا هاري إسرائيل". تم تسمية إحدى ساحات مدينة القدس باسمها، ساحة يولاندا هارمر.

## السيرة الذاتية
ولدت يولاند جاباي (لاحقًا هارمر وهار مور) في الإسكندرية ، مصر، لأم تركية يهودية . تزوجت ثلاث مرات، الأولى في سن السابعة عشر. وكان زوجها الأول يدعى جاك دي بوتون. لقد طلقته بعد بضع سنوات من الزواج - بعد أن أنجبت منه ابنًا، جيلبرت دي بوتون .

## مهنة التجسس
تم تجنيد هارمر من قبل موشيه شاريت ، سكرتير الدائرة السياسية في الوكالة اليهودية ، عندما زار مصر في عام 1945 أو 1946. لقد التقيا في حفل كوكتيل. وكان هارمر في ذلك الوقت يعمل صحفيًا ويحظى بقبول في أعلى دوائر المجتمع المصري. تمكنت من جمع المعلومات الاستخبارية في بلاط الملك فاروق في القاهرة . وقد أقامت العديد من الاتصالات المهمة الأخرى بما في ذلك كبار محرري الأهرام ، الصحيفة اليومية المصرية الأكثر انتشارًا، وتقى الدين الصلح، المساعد الرئيسي لعبد الرحمن حسن عزام ، ومحمود محلوف، نجل مفتي القاهرة.
وعندما وقع المبعوث السويدي إلى مصر، ويدار باجي ، في حبها، أقنعته بالتعاطف مع النضال الصهيوني من أجل تقرير المصير وحرية الشعب اليهودي. وقد أفاد إيلي بيليج، مبعوث اليشوف في القاهرة، بنجاح هارمر مع باجي: "قبل عدة أشهر كان غير مبال بقضيتنا، لكنه اليوم أصبح صهيونيا متحمسا". ومع ذلك، فإن اغتيال فولك برنادوت في سبتمبر/أيلول 1948 جعل حماس باجي باردا مرة أخرى.
وقد زودت هارمر الييشوف بمعلومات استراتيجية مهمة، بما في ذلك نصوص القرارات التي اتخذتها جامعة الدول العربية في عامي 1947 و1948 والتي أعلنت فيها أنها "ستضحي بكل المصالح السياسية والاقتصادية للعالم العربي من أجل إنقاذ فلسطين العربية". كما كشفت عن الخطط العسكرية العربية لإنهاء الانتداب البريطاني على فلسطين . بما في ذلك إنشاء جيش الخلاص بقيادة فوزي القاوقجي في أواخر عام 1947. ومن خلال اختراقها للسفارة الأميركية، تمكنت من تقديم معلومات عن عدد القوات التونسية والجزائرية التي تقاتل العرب في فلسطين.

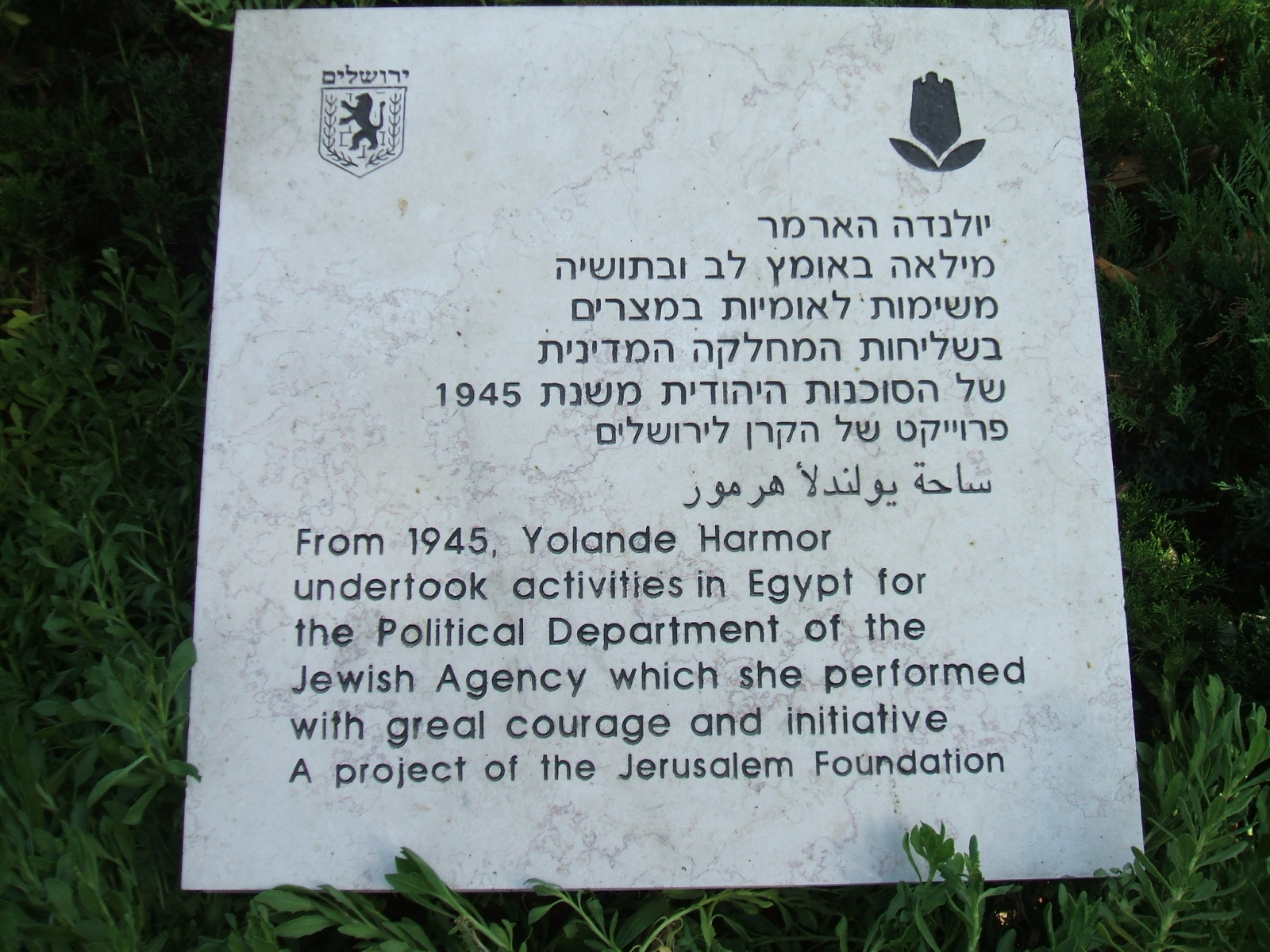
لوحة تذكارية في القدس

ومع ذلك ، كان تقديم المعلومات التي جمعتها مشكلة: كان لديها جهاز إرسال لاسلكي ، لكن لم يقم أحد بتشغيله من أجلها. أرسلت المعلومات باستخدام خدمات البريد عبر أوروبا أو الولايات المتحدة ، ولكن غالبا ما فقدت الوقت الثمين. أثناء عملها في مصر ، غالبا ما خاطرت ليس فقط بحياتها ، ولكن بحياة ابنها.
في يوليو 1948، تم القبض على هارمر. في أغسطس/آب، بعد إصابتها بالمرض في السجن، تم إطلاق سراحها وترحيلها . ذهبت إلى باريس حيث عملت في قسم الشرق الأوسط بوزارة الخارجية الإسرائيلية ، وأصبحت شخصية رئيسية في هذا القسم بحلول عام 1949. خلال عملها في باريس، حافظت على اتصالاتها المصرية، واستمرت في تزويد إسرائيل بمعلومات قيمة. عملت في مدريد في عام 1950.
توفت هارمر بسبب السرطان في القدس عام 1959.